# Neocorus zikani
Neocorus zikani là một loài bọ cánh cứng trong họ Cerambycidae.